# Guy Friedrich
Pour les articles homonymes, voir Friedrich.
Guy Friedrich (né le 19 août 1928 à Aubagne en France et mort le 20 septembre 2021) à Marseille,, est un footballeur français. Il évolue au poste de milieu de terrain.

## Carrière
Guy Friedrich commence sa carrière en jouant pour le FC Sète, club où il évolue de 1948 à 1950. Il fait ensuite plusieurs petites escales dans différents club français, sans y rester très longtemps.
En 1953, il rejoint le club d’Angers SCO où il va rester plusieurs saisons, et avec lequel il dispute le plus de matchs. Il rejoint le CO Roubaix-Tourcoing avec lequel il dispute de nombreuses rencontres.
Il prend sa retraite en 1959.
Au total, il joue 35 matchs en Division 1 et 177 matchs en Division 2. Il dispute également 12 matchs de Coupe de France et 6 matchs de Coupe Charles Drago.